# Kvarnbolund
Kvarnbolund är ett område vid västra infarten till Uppsala, strax norr om Läby vad. Kvarnbolund ligger där riksväg 55 (Enköpingsvägen) och riksväg 72 möts. Bebyggelsen på platsen består av några bostadshus och en bensinstation.